# بردان (جبلة)

تعديل مصدري - تعديل

بردان هي إحدى قرى عزلة المكتب بمديرية جبلة التابعة لمحافظة إب، بلغ تعداد سكانها 921 نسمة حسب تعداد اليمن لعام 2004.